# Mjölby Golfklubb
Mjölby Golfklubb är en golfklubb i Mjölby i Östergötland. Dess 9-hålsbana var k
lar 1986 och 18-hålsbanan 1989